# Карл Лудвиг фон Ингерслебен
Карл Лудвиг фон Ингерслебен (на немски: Carl Ludwig von Ingersleben;* 6 април 1709 във Волмирслебен в Саксония-Анхалт; † 29 декември 1781 в Хайлигенбайл в Прусия) е кралски пруски генерал-майор.
Той е син на кур-бранденбургския майор Ханс Рудолф фон Ингерслебен († 1717), господар на Волмирслебен и Ванцлебен, и съпругата му София Августа Брандт фон Линдау.
Ингерслебен влиза през 1726 г. в пруската войска и на 24 март 1738 г, става премиер-лейтенант, след това хауптман на гренадирите. На 20 октомври 1756 г. той е майор. След това отива в Щетин при херцог Фридрих Карл Фердинанд фон Брауншвайг-Волфенбютел-Беверн.
Ингерслебен става през 1764 г. полковник-лейтенант и командир на регимент. През 1766 г. той е полковник и през юни 1777 г. е повишен на генерал-майор. Той участва във войните в Силезия и е награден с ордена Pour le Mérite.
Карл Лудвиг фон Ингерслебен умира 1781 г. в Хайлигенбайл/Мамоново в Русия. Древната фамилия фон Ингерслебен от архиепископството Магдебург съществува и днес.

## Фамилия
Карл Лудвиг фон Ингерслебен се жени за Елизабет Катхерина фон Бритцке. Слде развода му той се жени втори път за Амалия Луиза фон Вусов, вдовица на фон Вите. От браковете му той има децата:
- Карл Фридрих (1739 – 1788), капитан, женен за Хелена Амалия фон Глазенап (1749 – 1784), вдовица фон Цастров
- Вилхелм (* 1761)
- Августа Фридерика Каролина Амалия (* 1762), омъжена за фрайхер Ханс Хайнрих фон Шрьотер, пруски полковник
- Луиза Шарлота Албертина Юлиана (1765 – 1869), омъжена за пруския сухопътен генерал Лудвиг Август фон Щутерхайм (1751 – 1826), син на генерал-лейтенант Йоахим Фридрих фон Щутерхайм (1715 – 1783)
- Августа София, омъжена за Йозеф фон Бибер, пруски офицер и камерхер
- Август Вилхелм (* 1768)